# Nemapalpus nearcticus
Nemapalpus nearcticus је инсект из реда Diptera и фамилије Psychodidae. 

## Угроженост
Ова врста се сматра угроженом.

## Распрострањење
Сједињене Америчке Државе су једино познато природно станиште врсте.

## Станиште
Врста Nemapalpus nearcticus има станиште на копну.